# Klaas Nuninga
Klaas Nuninga (Oldambt, 7 novembre 1940) è un ex calciatore olandese, di ruolo attaccante.

## Carriera
Con l'Ajax vinse il campionato olandese nel 1966, nel 1967 e nel 1968 e la Coppa d'Olanda nel 1967.

## Palmarès

### Club

#### Competizioni nazionali
- Campionato olandese: 3

Ajax: 1965-1966, 1966-1967, 1967-1968
- Coppa dei Paesi Bassi: 1

Ajax: 1966-1967